# Mariano Gavín Pradel

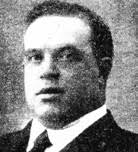
Mariano Gavín (1925)

Mariano Gavín Pradel (Tardienta, finales del siglo XIX– ibíd., 31 de julio de 1936) fue un eminente empresario e industrial aragonés.

## Biografía
Mariano Gavín nació en Tardienta a finales del siglo XIX. 
En 1921 fundó su "La Harinera del Carmen" hoy conocida como “Harinera de Tardienta" y "Electra de Tardienta" industria ya extinta en la actualidad.
No estaba afiliado a ningún partido si bien gozaba de la amistad de eminentes personajes como el jurista y político madrileño Ángel Ossorio y Gallardo. o el general dictador Miguel Primo de Rivera.
Fue nombrado alcalde de Tardienta en 1925. 
Durante su mandato se realizaron obras como fueron el grupo escolar, matadero, lavadero público, etc., consiguiendo la modernización de Tardienta. Muchas de estas obras fueron inauguradas por el general Miguel Primo de Rivera en 1929. 
En febrero de 1930 se le concedió la medalla del trabajo de plata de segunda categoría.
Dejó la alcaldía a raíz de las elecciones de 1931.
Fue asesinado junto a su mujer y sus dos hijos en Tardienta en 1936 durante la Guerra Civil,por los republicanos.